# Fantasie op. 49 (Chopin)
De Fantasie op. 49 in f-klein (ook wel Fantaisie genoemd) van Frédéric Chopin is een werk voor piano solo.
Het is een losstaand stuk vol wisselende stemmingen, dat qua inhoud aandoet als een ballade, maar qua vorm in de buurt van de sonatevorm komt. De opening is 'grave' (zwaar, ernstig) in een langzaam marsritme. Ditzelfde ritme keert later nog tweemaal terug, maar dan aanzienlijk sneller. Na de statige inleiding voert een aantal overgangsmaten naar het dubbele tempo. waarmee het belangrijkste deel van deze fantasie inzet. Dalende octaven signaleren steeds de overgang naar een volgende gedachte. Een kort middendeel, 'lento sostenuto', vormt een rustpunt te midden van de vele emoties.
De benaming Fantasie dankt het stuk aan het feit dat Chopin eigenlijk aarzelde om het stuk een echte 'sonate' te noemen, omdat het in de vorm weliswaar daarop lijkt, maar vrijer geschreven is. Franz Liszt zei over dit werk "De Fantasie beschrijft het dispuut tussen Chopin en George Sand".